# Ereis subfasciata
Ereis subfasciata là một loài bọ cánh cứng trong họ Cerambycidae.